# Psychotria bourailensis
Psychotria bourailensis là một loài thực vật có hoa trong họ Thiến thảo. Loài này được Guillaumin miêu tả khoa học đầu tiên năm 1930.